# Piper tortivenulosum
Piper tortivenulosum är en pepparväxtart som beskrevs av Truman George Yuncker. Piper tortivenulosum ingår i släktet Piper och familjen pepparväxter. Utöver nominatformen finns också underarten P. t. glabrum.